# Нерсесович, Деодат
Деодат Нерсесович или Аствататур Нерсесович (арм. Աստվածատուր Ներսեսովիչ, пол. Deodat Nersesowicz; 14 июля 1647, Язловец — 9 мая 1709, Львов) — богослов, ориенталист, церковный деятель, епископ армяно-григорианского исповедания в Польше. Лексикограф лингвист, переводчик, педагог.

## Биография
Сын армянского священника из Язловца. В 1668 году окончил армяно-католический коллегиум во Львове, которым руководили театинцы. Кроме богословия изучал каноническое право и восточные языки. Получил сан священника.
Его покровителем был митрополит Николай Торосович. С 1668 года служил священником в Левартовичах , близ Люблина. Затем получил должность пробста в Збучине (под Краковом) и стал исповедником у бенедиктинок в Ярославе.
В 1681—1686 годах фактически руководил Львовской армянской архиепархией во время заключения в тюрьму архиепископа Вартана Гунаняна. В 1683 году способствовал передаче монастыря армянским бенедиктинкам. В 1684 году стал номинальным епископом (in partibus) Траянополитанским. В 1685 году отобрал ключи от армянского кафедрального собора у старейшин армянской общины, чем положил конец светскому вмешательству в дела архиепархии. В то же время помог обустроиться миссии тринитариев.
После возвращения Гунаняна во Львов уехал на несколько лет в Рим, где служил армянским священником и энергично работал над подъёмом армянской колонии. 
С 1685 по 1687 год был заместителем львовского епископа, а потом его коадъютором. С декабря 1699 г. Взял на себя фактическое управление епархией. Образовал деканатскую конгрегацию, на которой решались вопросы дисциплины священников, основание приходских школ, чтение молитв на армянском языке, ограничение доступа женщин к богослужениям. Пытался получить от Папского престола подтверждение того, что армяне не могли переходить на латинский или греческий обряд, вступать в католические мужские ордены.

## Творчество
Во время пребывания в Риме занимался литературным творчеством и переводами произведений (Л. Скуполи «Духовная война») разного содержания. Также им был издан латино-армянский словарь.
Кроме сочинения «Pierwsze miejsce zwycięstwa pod Wiedniem r. 1683» (Львов, 1684), пользуется известностью его капитальный труд «Lexicon Latino-Armenum» (1695).